# TIPANET
TIPANET (Interbank Transferts de Paiement Automatisés) — это международная платежная система, созданная европейскими кооперативными банками. Его акционерами были Natexis Banques Populaires, Франция; Популярный коммерческий банк и индустрия, Италия; Центральный банк популярных итальянских банков, Италия; Популярный испанский банк, Испания; Crédit Professionnel, Бельгия; The Cooperative Bank plc, Соединенное Королевство; Österreichische Volksbanken AG, Австрия; Genossenschaftliche FinanzGruppe, Германия ( DZ Bank, официально DG Bank, GZ Bank и WGZ Bank ) и Caisse Centrale Desjardins Квебек, Канада.
Его коммерческим аналогом и партнёром был UNICOPAY, который обанкротился в 2004 году из-за технологических инноваций, таких как появление SWIFT FileAct и создание STEP2. Основными участниками UNICOPAY были Caisse National de Crédit Agricole-Indosuez, Франция; Istituto Centrale delle Banche di Credito Cooperativo, Италия; KBC Bank (ранее CERA), Бельгия; Lloyds TSB Bank, Великобритания; OKOBANK, Финляндия; Rabobank, Нидерланды; Raiffeisen Zentralbank, Австрия и DG BANK, Германия.
Компания Tipanet была основана в 1993 году для управления, разработки и эксплуатации эффективной трансграничной клиринговой системы с целью выполнения «7 задач ЕЦБ», сформулированных примерно в 2001 году:
- Усовершенствованные системы и сервисы
- Приоритет для трансграничных кредитных переводов
- Более низкие цены на международные кредитные переводы
- Время расчетов должно быть сопоставимым для внутренних и трансграничных платежей
- Сборы, которые несет отправитель (OUR-payments)
- Доступ к трансграничным розничным платежным системам
- Стандартные реализации
- Каждый участник TIPANET может свободно искать наиболее подходящих международных партнёров с учётом своих деловых интересов, деловых традиций и международных торговых отношений, и эти договорённости доводятся до сведения других участников.

Местный агент TIPANET собирает платёжные инструкции и преобразует их в формат сообщений TIPANET, который соответствует структуре сообщений SWIFT MT 102+. Формат TIPANET позволяет осуществлять кредитные переводы и денежные расчёты чеками. После сбора платёжных поручений местный агент формирует платёжные блоки и отправляет составные инструкции соответствующим иностранным агентам, которые затем преобразуют формат сообщений TIPANET в его внутренний эквивалент для выполнения на месте. Крайний срок обмена файлами в любой рабочий день — 16:00 по местному времени принимающего банка для выполнения на следующий день. Таким образом, счет бенефициара обычно пополняется через два рабочих дня после размещения заказа.